# Empire des chimères
 (novembre 2018).
Si vous disposez d'ouvrages ou d'articles de référence ou si vous connaissez des sites web de qualité traitant du thème abordé ici, merci de compléter l'article en donnant les références utiles à sa vérifiabilité et en les liant à la section « Notes et références ».
 (novembre 2018).
- Si vous ne connaissez pas le sujet, laissez ce bandeau (vous pouvez alors contacter les auteurs).
- Si vous supprimez le contenu mis en cause (vous pouvez préalablement contacter les auteurs),

argumentez précisément cette suppression dans la page de discussion
(un manque de référence n'est pas un argument ; une recherche réelle de référence doit avoir été effectuée, être formellement documentée).
Empire des chimères est un roman écrit par l'auteur français Antoine Chainas, publié en 2018.

## Résumé
L’action se passe, pour l’essentiel de la première partie au deuxième semestre de 1983, dans un contexte français : François Mitterrand, Jacques Delors, Bernard Tapie, Ronald Reagan, Margaret Thatcher, et dans le domaine culturel John Travolta, Frank Zappa, Rambo, Pascale Breugnot, Kasparov, Kortchnoï…, et des publicités pour Danette, Ricoré, Rolex….
La quasi-totalité des scènes se déroulent en France, dans et autour d'une localité assez isolée, peu situable, mais pas très loin d'un Marché d'intérêt national, le village de Lensil, bourg de 1 000 habitants, où tout le monde se connaît (mal). Une faible partie se déroule aux États-Unis, en Californie, à Los Angeles principalement. 
Les personnages sans doute principaux sont trois collégiens (collège Simone Weil, cinquième, 13 ans) : Julien Trinquiet, Rémi Duprat et Thomas Imbert.
Les personnages apparemment secondaires sont une institutrice retraitée, Annabelle (ancienne amie de Nathalie, morte de maladie depuis longtemps, et qui discute avec son chat Socrate), Jérôme (Bertin) le garde-champêtre et son épouse Clotilde, leur voisin Adrien, la coiffeuse Corinne Dutreuil (à mari parti dans un village proche), le plombier au chômage Alain Lemercier, esseulé et alcoolisé, le boucher Thierry Imbert (à épouse disparue), le maire anonyme,  l’adjoint à l’urbanisme Roger Dumont, le patron du petit bar Marc, l’épicier, le directeur du supermarché,  et les trois doyennes du village : Lucienne, Armande et Paulette. 
Puis interviennent épisodiquement le curé Père Anselme, l’agent immobilier Denis Davodeau, le journaliste localier Lambert, l’épicier X, le docteur Marpeau, le notaire Étienne Mortier, le banquier Antoine Goiraud, le pharmacien Bessar et de nombreux comparses.
Le lecteur est invité à suivre une vingtaine de villageois, dont les trois (pré)adolescents et leurs familles. Les recherches de Jérôme et les observations de Corinne révèlent des pistes officieuses, auxquelles ne sauraient aboutir les gendarmes de la lointaine ville, l’adjudant Berthier, et le maréchal des logis Jamin. En Californie, trois personnages masculins se partagent les rôles.

## Thématiques
Le titre renvoie à un livre (imaginaire), à un jeu de rôles (imaginaire), dont une origine serait une expression du président Ronald Reagan dans un discours de 1976 (p. 339).
L'auteur est connu comme auteur de romans policiers. Ce livre a partiellement une trame de roman policier, avec un enquêteur garde champêtre, bien seul, avec son épouse en fauteuil roulant, contre l'incompréhension de la gendarmerie, même s'il est lui-même choisi (ou manipulé) sans le savoir.
Le livre et le jeu seraient une production de la société Lawney Industry (LIM), dont le fondateur Sidney Taylor Lawney est mort depuis trente ans. Il serait l'inventeur du concept de centre commercial, bien développé dans son livre Le Cœur de nos villes, dont un exemplaire circule dans le livre, et dont une citation est en exergue de chacune des huit parties du roman.
Toute ressemblance (des investissements LIM en France) avec l'histoire récente de Marne-la-Vallée ou Val d'Europe Agglomération, dont l'implantation de Disneyland Paris serait fortuite.
« Cet imbécile de Français se prend pour un requin du libéralisme ; il s’imagine de taille à nager avec les Grands Blancs. »
— L'Empire des chimères(p. 98).
Les références intellectuelles sont réduites : Mandeville, Adam Smith, George Berkeley 1685-1753, Erwin Schrödinger (1887-1961). Le paradoxe du chat de Schrödinger est utilisé moins pour le principe de superposition quantique que pour la pluralité des mondes possibles du moins dans un récit de fiction, la théorie des mondes multiples.
Le texte révèle des possibilités de voyage dans le temps, de passages entre divers univers (réalité/fiction), d'avatars et de métamorphoses (homme/animal), de prémonition, de multiplication d’objets, comme cette petite boîte (20 cm sur 10 cm), dite la boîte de la tanière, surmontée d'un corps renversé de corvidé blanc, qui se transmet étrangement, et dont l'ouverture révèle un contenu changeant selon la personnalité de celui qui ose la première fois l'ouvrir, ou comme ce cétoine, ou scarabée pique-prune, qui apparaît dans des lieux incongrus, dans les différents mondes.
Le jeu Empire des chimères, dont certaines scènes sont présentes au cours des paragraphes, se compose d'animaux emblématiques, dont « Benny, l’aigle borgne, Andy, le loup arctique sans cesse enrhumé, William, l’ours-garou de classe 12, Eddy, le corbeau blanc affublé d’un appareil dentaire, le scarabée de feu, le ver écarlate, le faucon sanglant : toutes les créatures oubliées par le maître, toutes les esquisses inquiétantes, les brouillons, les ratés fabuleux sont au rendez-vous. Après des années de relégation, les parias ont trouvé refuge dans une ville idéale, Simplicité ». Et comme dans de nombreux romans de fantasy, le voyage est une expérience risquée : on y dispose de facultés multipliées, mais on y meurt aussi, dans la fiction et dans le monde réel.
Le parc d'attraction que la LIM envisage d'installer à Lensil est déjà réalisé en maquette sur le site californien de Long Beach, partiellement semblable à celui de l'ancienne Exposition universelle de 1893, avec de l'animatronique, dont l'automate Jérôme (p. 644). Et cette maquette est désormais dans une zone « contaminée par une sorte de champignon dont aucune entreprise spécialisée ne semble capable de venir à bout » (p. 644). Cette moisissure est contagieuse, dans le sens où elle se répand également dans le vrai Lensil (d’immenses plaques de moisissure (p. 414), La nuit a enveloppé Lensil dans une chlamyde viciée (p. 253)), dans le projet de récit, et peut-être dans le cerveau de quelques-uns des personnages (Lars Anderson, Thierry Imbert ...).
La version 2 du récit-jeu Empire des chimères serait conçue et écrite par un personnage interné depuis dix ans, qui s'intéresse à toute documentation concernant la paraponera, ou fourmi balle de fusil devenant fourmi zombie, et l'ophiocordyceps unilateralis, espèce de champignon entomopathogène (ou achronalis anomalia), dont les filaments (hyphes) pénètrent les constructions, et sont la terreur des bétonneurs (p. 328).
« On ne peut pas empêcher les interactions entre Empire et la réalité de se produire. L’invasion est inéluctable . »
— L'Empire des chimères(p. 247).

## Édition
- Paris, Gallimard, coll. « Série noire », 658 pages, 2018  (ISBN 978-2-07-277720-2)

## Réception
Les quelques recensions (disponibles en novembre 2018) sont très positives,,.